# 賈連仁
賈連仁（1912年12月28日—？），中華民國中长跑运动员。他是1935年中华民国全国运动会800米和1500米冠军。他曾代表中華民國参加了1936年夏季奥林匹克运动会男子1500米比赛。
国共内战期间賈連仁赴台，1953年至1957年期間出任高雄市體育部門的負責人。